# Котова Тетяна Миколаївна
Тетяна Миколаївна Котова ( 3 вересня 1985, селище Шолоховське, Ростовська область, СРСР) — російська співачка, володарка титулу «Міс Росія 2006», колишня солістка української жіночої поп-групи «ВІА Гра» (2008—2010).
Тетяна Котова за фахом економіст і менеджер з «антикризового управління».
У 2006 року завоювала титул «Міс Росія−2006» і можливість представляти Росію в конкурсі краси «Міс Світу-2007» і «Міс Всесвіт-2007». Була однією з фавориток у конкурсі «Міс Всесвіт-2007», але не дійшла до півфіналу. Тетяна Котова є третьою дівчиною Росії, яка взяла участь в обох конкурсах краси «Міс Всесвіт» і «Міс Світу».
У березні 2008 року було оголошено, що Тетяна Котова приєднається до української поп-гурту «ВІА Гра» після відходу Віри Брежнєвої в липні 2007 року.

## Біографія
1985-2005: Дитинство і юність
Тетяна Котова народилася 3 вересня 1985 року в селищі Шолоховський Білокалитвянськорго району Ростовської області в невеликий дружній родині. Батько - Микола Андрійович Котов, працював шахтарем, водієм-далекобійником, пізніше зайнявся підприємницькою діяльністю. Мати - Марина Борисівна Котова, працювала в банку. У Тетяни є молодша сестра Катерина. У конкурсах краси Тетяна Котова почала брати участь ще в школі. У юності вона стала володаркою титулів «Міс Осінь 98» і «Міс Чарівність». Під час навчання на економічному факультеті ЮФУ (Південного Федерального Університету), куди Тетяна вступила за порадою батьків, її помітила керівник модельного агентства «Імідж-Еліт» і запросила на навчання з курсу «Професійна модель».

2006-2007: «Міс Росія 2006» 
Через кілька місяців Тетяні Котової надійшла пропозиція взяти участь в конкурсі «Найкраща модель Півдня Росії», за підсумками якого вона увійшла до п'ятірки фіналісток.
Потім відбулося безліч конкурсів краси та перемог. У грудні 2006 року Тетяна Котова стає переможницею конкурсу «Міс Росія 2006», набравши 53% глядацьких голосів. У 2007 році вона представляла Росію в міжнародних конкурсах «Міс Всесвіт» і «Міс Світу».
2008-2010: ВІА Гра
17 березня 2008 року Тетяна Котова стає солісткою українського поп-гурту ВІА Гра. Дебютним кліпом за участю Тетяни стало відео на пісню "Я не боюсь". На момент зйомок (лютий 2008) Котова ще не була учасницею колективу, тому кліп був знятий з Альбіною Джанабаєвою і Меседою Багаудінової, а епізоди за участю Тетяни були додані в ролик пізніше. Перші виступи в складі тріо відбулися в Москві, в Сангейт Порт Роял (Анталія, Туреччина) і в Огре (Латвія). Першою телевізійної зйомкою став концерт, присвячений тридцятиріччю газети «Аргументи і факти». Влітку 2008 року Тетяна Котова знялася в кліпах "My emancipation" та "Американская жена" (на підтримку фільму Стиляги). На початку січня 2009 року в колектив повернулася перша солістка - Надія Грановська. Протягом 2009 року тріо у складі Надія Грановська - Альбіна Джанабаєва - Тетяна Котова записує два сингли "Анти-гейша" і "Сумасшедший" і знімає на них кліпи, режисерами яких виступили Алан Бадоєв та Сергій Солодкий. 21 березня 2010 відбулося останній виступ Тетяни Котової у складі групи ВІА Гра на українській «Фабриці зірок. 
Суперфінал ». 22 квітня 2010 відбулася прес-конференція, де вона офіційно оголосила про свій відхід. Тетяну замінила випускниця третьої української «Фабрики зірок» - Єва Бушміна.
2010 - теперішній час
У червні 2010 року Тетяна знялася в ролі бізнес-леді Ксенії Морозової в телесеріалі «А счастье где-то рядом» (реж. Василь Міщенко), який вийшов в ефір навесні 2011 року на телеканалі «Росія 1». У вересні 2010 року Тетяна Котова почала сольну музичну кар'єру. Дебютною роботою стала пісня Он, написана Іриною Дубцової. Режисером кліпу виступив Алан Бадоєв. 27 і 28 березня 2010 року в Києві відбулися зйомки кліпу на другий сингл «Красное на красном» (автор Олексій Романофф), однак відео було випущено кілька пізніше. Навесні 2010 року Тетяна Котова вела програму «Быстрая модная помощь» на телеканалі Муз-ТВ в парі з дизайнером Максом Черніцова. 28 вересня 2010 в Санкт-Петербурзі на концерті на честь Дня Першокурсника відбувся дебютний сольний виступ Тетяни Котової з композицією  «Вампирица». Далі пішли виходи синглів «Облади» і «Мир для сильных мужчин». Тетяна Котова виступає на різних заходах, збірних концертах і великих майданчиках: шоу Валентина Юдашкіна, фінал конкурсу «Міс Росія», День молоді, День міста та багатьох інших. 18 квітня 2012 року відбулася прем'єра пісні і кліпу «В играх ночей» (реж. Марія Скобелєва). Відео вийшло досить провокаційним, через що довелося робити цензурну версію. Цей ролик, який наробив чимало шуму, був представлений у номінації «Найсексуальніше відео» на Російськой Музичної Премії телеканалу RU TV 2012, але нагорода дісталася українській співачці OKSI за кліп «Любить за двоих». Влітку 2012 року в ротації музичних телеканалів країни з'явилося нове відео Тетяни Котової на запальну пісню «Все только начинается» (реж. Сергей Ткаченко).
18 серпня 2012 відбулася прем'єра пісні «Хоп-Хоп». 7 листопада була представлена композиція «Признание», на яку згодом було знято кліп. 3 грудня 2012 в Інтернеті з'явилася спільна робота з репером Стеном - пісня «Раствориться». 4 грудня 2012 в московському караоке-клубі «Isterika» Тетяна Котова представила своє нове концертне шоу, в яке увійшли як вже відомі пісні, так і нові композиції («Экс-любовники») і переспіви у незвичайній інтерпретації («А я люблю военных»).
2013 ознаменувався виходом пісні «фиоЛЕТО», у створенні якої брав участь відомий український виконавець, автор і продюсер Олексій Потапенко (Потап). На композицію був знятий кліп. Наприкінці року Тетяні Котової надійшла пропозиція знятися в продовженні комедійного фільму «Что творят мужчины 2». У січні 2014 Тетяна Котова відправляється на зйомки цієї картини в Америку. У травні 2014 виходить новий сингл «Все будет так, как хочешь ты», зйомки кліпу на пісню відбулися в Туреччині, режисер Марія Скобелєва.

## Сингли і чарти
| Рік  | Назва                          | Чарти                                  | Чарти                              | Чарти                                      | Чарти                                | Чарти                              | Чарти                               | Чарти                                  | Альбом |
| Рік  | Назва                          | Росія и СНД (TopHit Загальний Топ-100) | Росія (TopHit Московський Топ-100) | Росія (TopHit Санкт-Петербурзький Топ-100) | Україна (TopHit Український Топ-100) | Україна (TopHit Київський Топ-100) | Радіочарт за замовленням TopHit 100 | Росія та СНД (TopHit Загальний річний) | Альбом |
| ---- | ------------------------------ | -------------------------------------- | ---------------------------------- | ------------------------------------------ | ------------------------------------ | ---------------------------------- | ----------------------------------- | -------------------------------------- | ------ |
| 2010 | «Он»                           | 97                                     | -                                  | -                                          | -                                    | -                                  | 171                                 | -                                      | TBA    |
| 2012 | «Мир для сильных мужчин»       | 272                                    | -                                  | -                                          | -                                    | -                                  | 139                                 | -                                      | TBA    |
| 2012 | «Всё только начинается»        | 244                                    | -                                  | -                                          | -                                    | -                                  | 141                                 | -                                      | TBA    |
| 2012 | «Хоп-хоп»                      | 340                                    | -                                  | -                                          | -                                    | -                                  | 187                                 | -                                      | TBA    |
| 2013 | «Экс-любовники»                | 230                                    | -                                  | -                                          | -                                    | -                                  | 175                                 | -                                      | TBA    |
| 2013 | «Признание»                    | 219                                    | -                                  | -                                          | -                                    | -                                  | 105                                 | -                                      | TBA    |
| 2013 | «ФиоЛЕТО»                      | 172                                    | -                                  | -                                          | -                                    | -                                  | 95                                  | -                                      | TBA    |
| 2013 | «Не жаль»                      | 206                                    | -                                  | -                                          | -                                    | -                                  | 101                                 | -                                      | TBA    |
| 2014 | «Всё будет так, как хочешь ты» | -                                      | -                                  | -                                          | -                                    | -                                  | -                                   | -                                      | TBA    |

«—» песня отсутствовала в чарте

## Відеографія

### У складі гурту«ВІА Гра»
| Рік  | Кліп                | Режисер         | Альбом        |
| ---- | ------------------- | --------------- | ------------- |
| 2008 | «Я не боюсь»        | Алан Бадоев     | «Эмансипация» |
| 2008 | «Emancipation»      | Алан Бадоев     | «Эмансипация» |
| 2008 | «Американская жена» | Алан Бадоев     | «Эмансипация» |
| 2009 | «Анти-гейша»        | Алан Бадоев     | TBA           |
| 2009 | «Сумасшедший»       | Сергій Солодкий | TBA           |

### Сольні кліпи
| Рік  | Кліп                      | Режисер           | Альбом |
| ---- | ------------------------- | ----------------- | ------ |
| 2010 | «Он»                      | Алан Бадоев       | TBA    |
| 2011 | «Красное на красном»      | Сергій Ткаченко   | TBA    |
| 2012 | «В играх ночей»           | Марія Скобелева   | TBA    |
| 2012 | «Всё только начинается»   | Сергій Ткаченко   | TBA    |
| 2012 | «Признание»               | Тарас Дронь       | TBA    |
| 2013 | «Раствориться feat. Стен» | Александр Кошелев | TBA    |
| 2013 | «ФиоЛЕТО»                 | Vesta Una         | TBA    |

## Фільмографія
| Рік  |   | Українська назва              | Оригінальна назва | Роль            |
| ---- | - | ----------------------------- | ----------------- | --------------- |
| 2009 | ф | Новорічна ніч 2009 на Першому |                   | ВІА Гра         |
| 2011 | ф | А щастя десь поруч            |                   | Ксенія Морозова |
| 2014 | ф | Що виробляють чоловіки! 2     |                   |                 |